# Deni Lušić
Deni Lušić (Split, 14. travnja 1962.), hrvatski vaterpolist i trener, dvostruki osvajač zlatne medalje na Olimpijskim igrama u Los Angelesu 1984. i u Seulu 1988. godine. Visok je 190 centimetara i težak 111 kilograma.
Igrao je za splitski POŠK i za talijanski Arenzano, nakon kojeg se vratio u POŠK-a.
Odigrao je 63 susreta za reprezentaciju bivše SFRJ.

## Vanjske poveznice
- Zadarski list Pavao Jerolimov: Deni Lušić, 14. travnja 2010., pristupljeno 30. rujna 2010.